# 沃夫喬克 (伯沙德區)
48°13′42″N 29°33′47″E / 48.22833°N 29.56306°E
沃夫喬克（烏克蘭語：Вовчок），是烏克蘭的村落，位於該國西南部文尼察州，由海辛區負責管轄，始建於1650年，面積1.3平方公里，2001年人口476，人口密度每平方公里36.62人。